# Parte III do Mathematical Tripos
A Parte III do Mathematical Tripos (oficialmente Master of Mathematics/Master of Advanced Study) é um curso de um ano ministrado no nível de mestrado em matemática oferecido na Faculdade de Matemática da Universidade de Cambridge. É considerado um dos cursos de matemática mais difíceis e intensivos do mundo e é frequentado por aproximadamente 200 alunos a cada ano. Aproximadamente um terço dos alunos faz o curso como um quarto ano de estudo matemático em Cambridge (após as Partes IA, IB e II), enquanto os outros dois terços fazem o curso como um curso de um ano.

## História
O Smith's Prize Examination foi fundado por legado de Robert Smith após sua morte em 1768 para encorajar o estudo de matemática mais avançada do que a encontrada no curso de graduação.
Em 1883, ele foi substituído por um exame denominado Parte III e o Prêmio Smith, concedido para uma redação em vez de exame. Em 1886, esse exame foi renomeado para Parte II e, mais tarde, em 1909, Parte II, Anexo B. Em 1934, foi novamente renomeado para Parte III.
Na década de 1980, o Certificado de Estudo Avançado em Matemática foi introduzido; para os alunos que concluíram com sucesso a Parte III dos Tripos Matemáticos no Termo da Páscoa 2011, o CASM foi substituído por dois novos graus, o Mestrado em Matemática (M.Math.) e o Master of Advanced Study (MASt.). Todos os que passaram no curso desde 1962 têm direito aos novos diplomas.

## Mestrado em Matemática vs Mestrado em Estudos Avançados
Os alunos que concluíram sua graduação em Cambridge receberão um bacharelado em artes (BA) e o grau de mestre em matemática (M.Math.) Por quatro anos de estudo, desde que não tenham se formado anteriormente com um BA Isso permite que os graduados de Cambridge continuem qualificados para financiamento do governo para o curso. A progressão da Parte II do Tripos Matemático para a Parte III normalmente requer um bom desempenho na Parte II ou desempenhos muito bons nas Partes IB e Parte II. Os alunos que concluírem a Parte III do Tripos Matemático, mas não concluíram os estudos de graduação em Cambridge (ou se formaram anteriormente com um BA), receberão o Mestrado em Estudos Avançados (MASt.) Em Matemática para o curso de um ano.
O programa resultou anteriormente em um Certificado de Estudo Avançado em Matemática em vez de um Mestrado.

## Estrutura atual do curso
O curso tem duração de um ano, dividido em três períodos de oito semanas. Há uma grande variedade de palestras sobre matemática pura e aplicada, principalmente concentradas nos primeiros dois períodos. O terceiro termo é principalmente para exames (e revisão para esses exames) que, juntamente com a opção de escrever um ensaio da parte III (introduzido na década de 1970, uma espécie de tese em miniatura, muitas vezes na forma de uma revisão da literatura), determinam a nota final inteiramente.

## Classificação
As notas disponíveis são Reprovado, Aprovado (Honras), Mérito e Distinção (a nota de Mérito foi introduzida em 2000). Cambridge reconhece que, na Parte III dos tripos matemáticos, um mérito é equivalente a uma Primeira Classe nas outras partes dos Tripos. O nível de realização exigido para uma distinção é ainda mais alto. Tradicionalmente, os resultados são anunciados no Senado da Universidade. De pé na varanda, o examinador lê os resultados da aula para cada aluno, e cópias impressas dos resultados são jogadas para o público abaixo. As classificações exatas dos alunos não são mais anunciadas, mas o aluno com a melhor classificação ainda é identificado, hoje em dia pela inclinação do chapéu acadêmico do examinador quando o nome relevante é lido.

## Prêmios
Além das notas, existem cinco prêmios associados. Quatro deles podem ser concedidos a critério dos examinadores: o Prêmio Mayhew de Matemática Aplicada, a Medalha Tyson de matemática e astronomia, o Prêmio Bartlett de probabilidade aplicada e o Prêmio Wishart de estatística. Vários astrônomos e astrofísicos notáveis foram agraciados com a Medalha Tyson na história da matemática da Parte III, incluindo Jayant Narlikar, Ray Lyttleton e Edmund Whittaker. Além disso, o Prêmio Thomas Bond Sprague é concedido pelo Rollo Davidson Trust por desempenho diferenciado em ciências atuariais, finanças, seguros, matemática de pesquisa operacional, probabilidade, risco e estatística.